# Manuel Toledano
Manuel Toledano (Madrid, 23 de junio de 1974 - Madrid, 6 de junio de 2007) fue un director y guionista de cine español, referente para la cultura LGBT.

## Biografía
Manuel Toledano pasó la mayor parte de su juventud en Nueva York, donde se graduó en cinematografía en el NYU Film School del Tisch School of the Arts, una de las 15 facultades de la Universidad de Nueva York, allí vivió y comenzó su carrera, rodando en inglés la película Cuernos de espuma. En 2004 se trasladó a Madrid para impulsar su gran segundo proyecto, donde vivió varios años hasta su fallecimiento por una parada cardiorrespiratoria por edema agudo de pulmón.

### Cuernos de espuma
Cuernos de espuma fue rodada en inglés en Manhattan, cuando el director contaba con 22 años, lo que le hizo convertirse en uno de los directores con mayor proyección del cine español.

### El lunes puede esperar
El lunes puede esperar fue la gran obsesión de Manuel, un musical con canciones de Fangoria, Ellos, L-Kan, protagonizada por Asier Etxeandía, Hugo Silva y Eduardo Mayo. Tras mucho trabajo y cambios de guion, Manuel consiguió la financiación para el proyecto, que comenzaría estrenada en la Gran Vía madrileña en forma de teatro musical, para luego llegar a los cines. Murió antes de estrenar la obra, aunque canciones de la banda sonora como ¿Por qué a mí me cuesta tanto? de Fangoria y Asier Etxeandía se convirtieron en éxito.